# Staro groblje u Sućurju
Staro groblje, groblje u Sućurju, zaštićeno kulturno dobro.

## Opis dobra
Mjesno groblje sagrađeno u XIX. stoljeću uz župnu crkvu, odlikuje se potpunom regulacijom prostora u izgledu i funkciji. Zanimljiv je natpis na hrvatskom jeziku na samom ulazu. U ogradnom zidu je ugrađeno nekoliko gotičkih i renesansnih ulomaka. Na groblju je nekoliko kvalitetnih neostilskih spomenika.

## Zaštita
Pod oznakom Z-4995 zaveden je kao nepokretno kulturno dobro - kulturno-povijesna cjelina, pravna statusa zaštićena kulturnog dobra, klasificirano kao "memorijalna baština".